# Hermeo
Hermeo Soter (Griego: Ἑρμαῖος ὁ Σωτήρ; el epíteto significa el Salvador) fue un rey indogriego occidental de la dinastía eucrátida, que gobernó el territorio de Paropamisadae en la región del Hindú Kush, con su capital en Alejandría del Cáucaso (cercano hoy a Kabul, Afganistán). Bopearachchi data a Hermeo en c. 90-70 a. C. y R. C. Sénior en c. 95-80 a. C., pero concede que la fecha más tardía de Bopearachchi podría ser correcta.
Hermeo parece haber sido sucesor de Filoxeno o de Diomedes, y su mujer, Calíope puede haber sido hija de Filoxeno, según Sénior. Juzgando por sus monedas, el gobierno de Hermeo debió de ser largo y próspero, pero llegó a su fin cuando los yuezhi, provenientes de la vecina Bactriana, invadieron la mayor parte del reino griego en Paropamisos, alrededor de 70 a. C. Según Bopearachchi, estos nómadas eran yuezhi, los antepasados de los kushana, mientras que Séniors los considera saces.
Siguiendo su reinado, se considera generalmente que las comunidades griegas quedaron bajo el gobierno de estos nómadas helenizados, continuando las ricas interacciones culturales. Algunas partes de su reino pueden haber sido tomadas por reyes posteriores, como Amintas Nikator.
Las monedas de Hermeo fueron copiadas ampliamente, en forma cada vez más barbarizada por los nuevos señores nómadas alrededor de 40 a. C. En aquel tiempo, el gobernante kushana, Kujula Kadphises se asoció enfáticamente a Hermeo en sus monedas, sugiriendo ser descendiente por alianza del rey griego, o que al menos quería reclamar su legado. De todas formas, los yuezhi-kushanas preservaron una interacción cultural con los griegos en fecha tan tardía como el siglo III d. C.
Dada la importancia de Hermeo para los gobernantes nómadas, es posible que él mismo fuera parcialmente de origen bárbaro.

## Monedas de Hermeo

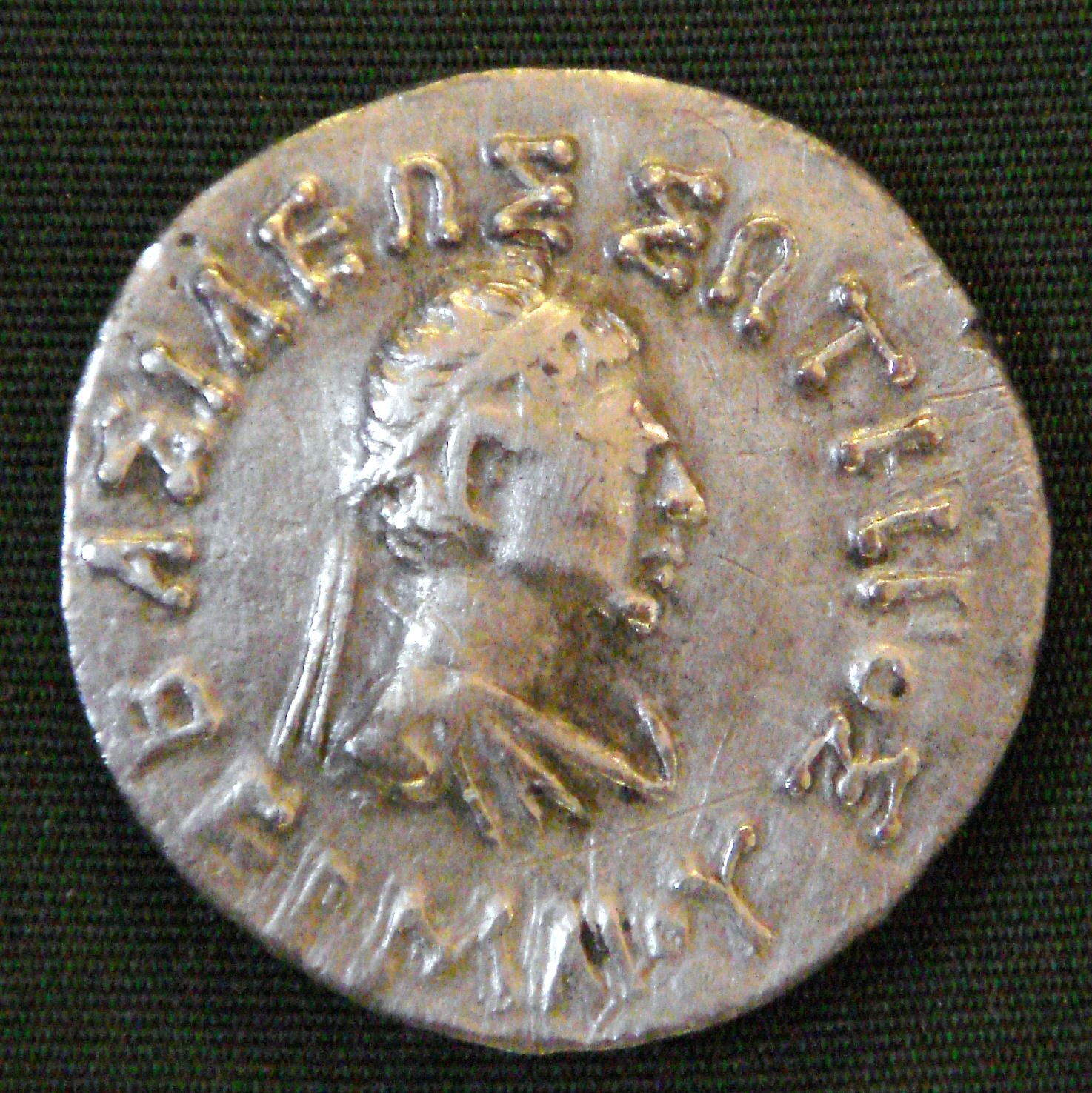
Moneda de Hermeo

Hermeo emitió monedas de plata india de tres tipos. El primer tipo tiene un retrato con diadema o, a veces yelmo, y reverso de Zeus sedente, bendiciendo. Hermeo también emitió una corta serie de tetradracmas del tipo de plata ática, la cual fue emitida para exportar a Bactria.
El segundo tipo era una serie conjunta de Hermeo con su reina Kalliope. El reverso parte del tradicional formato de Hermeo, que muestra al rey en un caballo encabritado. El "rey en un caballo rampante" es característico de los reyes griegos contemporáneos en el Punjab oriental, como Hipóstrato, y se ha sugerido que la moneda representó una alianza marital entre las dos líneas dinásticas. El caballero en la versión de Hermeo es retratada un poco diferente, estando equipado con un típico arco largo escita.
La tercera serie combina los reversos de la primera serie, peros sin retrato.
Hermeo también emitió monedas de bronce con la efigie de Zeus-Mitra al anverso y un caballo rampante al reverso.